# Concepción Grande
La Concepción Grande es una talla de Alonso Martínez realizada entre 1656 y 1658. Está ubicada en la Capilla de la Inmaculada Concepción de la Catedral de Sevilla, en Andalucía (España).

## Historia
La talla fue elaborada por Alonso Martínez entre 1656 y 1658, durante el periodo de fabricación del retablo que preside. Este retablo fue creado entre 1656 y 1660 por Martínez y Martín Moreno para la antigua Capilla de San Pablo en la Catedral de Sevilla (actual Capilla de la Concepción Grande), si bien en su momento se afirmó que el retablo era en su totalidad obra de Francisco de Ribas: p. 39  (actualmente descartado al igual que Bernardo Simón de Pineda). Hay constancia de que Martínez realizó todas las imágenes que lo adornan, salvo la figura de Cristo presente en el segundo cuerpo (conocida como Cristo de San Pablo y atribuida a Jorge Fernández), correspondiendo las labores de dorado y estofado del retablo a los hermanos Felipe, Pablo y Pedro de Borja: p. 473  (este último fue quien procedió a dorar y estofar la talla de la Concepción Grande en 1656).
La capilla había sido el lugar escogido por el cabildo en 1520 para sepultar los restos de los caballeros que lucharon al lado del rey Fernando III en la reconquista de Sevilla. En 1654 Gonzalo Núñez de Sepúlveda (quien fallecería el 24 de noviembre del año siguiente) donó 150 000 ducados para la fiesta y octava de la Inmaculada Concepción, motivo por el que el cabildo cedió este espacio para su enterramiento, retirando en consecuencia los huesos de los caballeros sepultados el siglo anterior, los cuales fueron inhumados en la sacristía de los cálices. Tras el entierro de Núñez de Sepúlveda el 25 de noviembre de 1655, su viuda Mencía de Andrade, junto con los albaceas de Gonzalo, encargó la fabricación del retablo que preside la imagen de la Concepción Grande, quedando ese mismo año la capilla bajo la advocación de la Inmaculada y figurando en la misma una tarja de jaspe negro fechada en 1664, diseñada por Juan de Valdés Leal y labrada por Juan Donaire,: p. 472  en la que consta una inscripción relativa a estos hechos:

A la buena memoria de Gonzalo Núñez de Sepúlveda, caballero del Orden de Santiago y 24 de Sevilla, que ilustró esta capilla dedicándola a la Pura Concepción de Nuestra Señora, instituyendo su solemníssima octava a este santo misterio en la capilla mayor desta Santa Iglesia, manifiesto el Santísimo Sacramento en ella con el adorno de altares y grandeza con que se celebra la del Corpus, y fundó otras dotaciones de capellanías y dotes para doncellas naturales de Sevilla y un aniversario, desposeyéndose en vida de más de 150.000 ducados para estas perpetuas memorias, y doña Mencía de andrade, su mujer, partícipe en todas ellas, y Andrés de Arriola y Isidro Blázquez, sus albaceas, pusieron esta inscripción para honra y gloria de Dios y su SSa madre y exemplo a los venideros, en el año de 1664.

## Descripción
La talla de la Concepción Grande, así llamada por su tamaño (2 metros) y también para distinguirla de la conocida como «la Chica» (la Inmaculada de Martínez Montañés popularmente llamada La Cieguecita), posee un rostro alargado caracterizado por una nariz fina y una boca pequeña, con ambos ojos entreabiertos. La Virgen tiene el cabello suelto y el mismo cae sobre los hombros dibujando suaves ondulaciones y enmarcando tanto la cara como el prominente cuello de la imagen. Los brazos de la Inmaculada están flexionados y las manos juntas en actitud orante, destacando en ambas extremidades un desplazamiento lateral que delata la influencia de Montañés. 
La talla luce túnica blanca ornamentada con motivos florales y ceñida por encima de la cintura, si bien esta prenda queda oculta en gran parte por el manto, de color azul en la parte exterior y rosa en la interior. El mismo se halla suspendido del brazo izquierdo y cruza artísticamente el cuerpo de la Virgen para quedar colgando por debajo del brazo derecho, creando con ello una profusión de pliegues en cascada y permitiendo la visión del envés a la vez que contrasta con la caída casi vertical del lado izquierdo. La imagen se apoya en un escabel conformado por las cabezas aladas de siete serafines en cuyos extremos sobresalen las puntas de una media luna, la cual se halla invertida acorde a la tesis de los antiguos tratadistas. Sobre la cabeza porta una corona real de orfebrería circundada por una aureola de rayos con dieciocho estrellas en vez de doce, como suele ser habitual en las imágenes inmaculistas para hacer referencia a las doce tribus de Israel.